# 大林院 (荒川区)
大林院（だいりんいん）は、東京都荒川区にある曹洞宗の寺院。

## 歴史
1643年（寛永20年）に開山された。当時三田にあった功運寺（現・萬昌院功運寺）内に創建された。大林寺の末寺であった。
1889年（明治22年）、現在地にあった廃寺「願勝寺」跡地に、旧願勝寺の土地や建物をそのまま継承し、移転した。

## 廃寺「願勝寺」
願勝寺（がんしょうじ）は、武蔵国豊島郡尾久（現・東京都荒川区）にあった寺院。尾久八幡神社の別当寺だった。1875年（明治8年）に廃寺となった。

## 文化財
- 板碑（正和五年一〇月日銘）（荒川区登録文化財 昭和58年度登録）[3]
- 庚申塔二基（正徳三年一一月一六日銘他）（荒川区登録文化財 昭和63年度登録）[4]

## 交通アクセス
- 宮ノ前停留場より徒歩3分（経路案内）。